# Heiner Oviedo
Heiner Oviedo (* 28. Dezember 1988) ist ein costa-ricanischer Taekwondoin. Er startet in der Gewichtsklasse bis 58 Kilogramm.
Oviedo bestritt seine ersten internationalen Titelkämpfe bei der Panamerikameisterschaft 2010 in Monterrey, wo er in der Klasse bis 54 Kilogramm das Viertelfinale erreichte. Im folgenden Jahr startete er in der Klasse bis 58 Kilogramm bei der Weltmeisterschaft in Gyeongju und den Panamerikanischen Spielen in Guadalajara, schied jedoch jeweils frühzeitig aus. Beim panamerikanischen Olympiaqualifikationswettbewerb in Santiago de Querétaro zog Oviedo in seiner Gewichtsklasse ins Finale gegen Óscar Muñoz ein und qualifizierte sich für die Olympischen Spiele 2012 in London.